# ReMastered: Who Shot the Sheriff?
ReMastered: Who Shot the Sheriff? es una película documental de 2018 que se centra en el intento de asesinato de Bob Marley en 1976. El documental fue lanzado por Netflix el 12 de octubre de 2018. Fue nominado para un Emmy por Documental de Arte y Cultura Sobresaliente en los 40.os Premios Emmy de Noticia y Documental.

## Sinopsis
A medida que se cuenta la historia, nos damos una idea de la violenta represión política del movimiento Roots reggae en Jamaica, con la participación de la CIA en el misterioso tiroteo de Bob Marley.

## Reparto
- Bob Marley
- Arnold Bertram
- Cindy Breakspeare
- Nancy Burke
- Jimmy Acantilado
- Carl Colby
- Tommy Cowan
- Ras Gilly
- Vivien Goldman
- Laurie Gunst
- Diane Jobson
- Wayne Jobson
- Edward Seaga
- Roger Steffens
- Jeff Walker

## Lanzamiento
Se lanzó el 12 de octubre de 2018 en Netflix
 